# Пономарьово (Первомайський район)
Пономарьо́во (рос. Пономарёво) — селище у складі Первомайського району Оренбурзької області, Росія.
Стара назва — Пономарьов.

## Населення
Населення — 497 осіб (2010; 506 у 2002).
Національний склад (станом на 2002 рік):
- росіяни — 54 %
- казахи — 43 %